# トウゾクカモメ

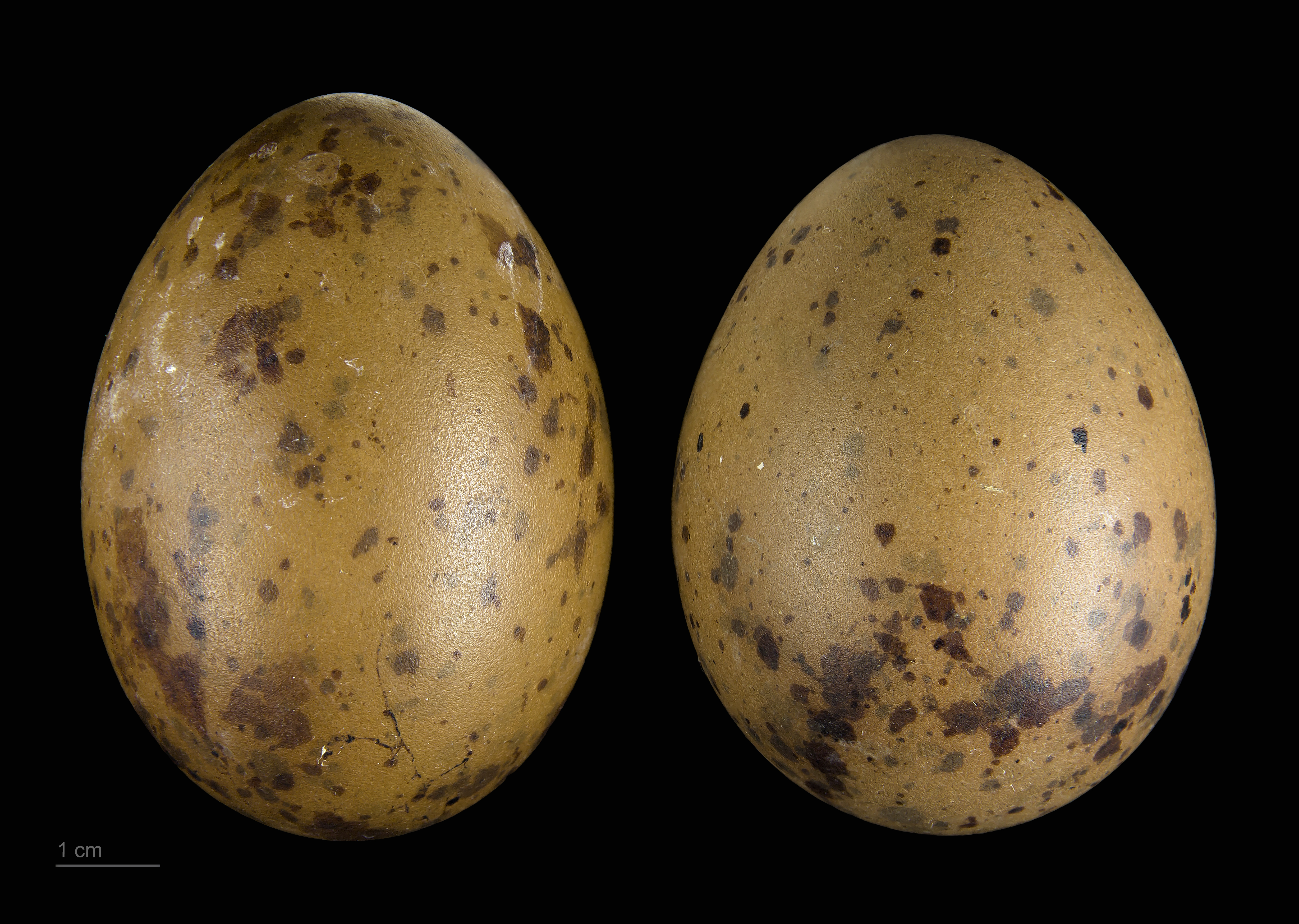
Stercorarius pomarinus

トウゾクカモメ（盗賊鷗、学名：Stercorarius pomarinus）は、チドリ目トウゾクカモメ科に分類される鳥類の一種。
名前の由来は、カモメ類など他の水鳥・海鳥の獲物を空中で奪い取る習性から付けられた。

## 分布
ユーラシア大陸や北アメリカ大陸の北極圏で繁殖する。非繁殖期には赤道付近の熱帯地域から南半球（南アフリカ、オーストラリア、チリ周辺）まで南下する。
日本では、旅鳥または冬鳥として主に太平洋側の海上で観察され、春と秋には数が多い。夏期の観察例もある。

## 形態
全長約49cm、翼開長約130cm。体色は淡色型から暗色型までさまざまなパターンがあるが、いずれの型も初列風切の基部に明瞭な白斑がある。淡色型は目先から頭頂は黒褐色。のどから頸にかけては白く、側頸は黄色がかった白色。嘴は淡赤色や淡青灰色で先端部は黒色。暗色型は全身が黒褐色。
幼鳥や若鳥は成鳥よりも尾羽が短い。

## 生態
非繁殖期は洋上で生活する。非繁殖期はあまり群れを作らず、単独で飛翔していることが多い。他の海鳥よりも高高度を飛行する傾向にある。天候が荒れた時には、内湾や港などの陸地近くで観察されることもある。
洋上でカモメ科やミズナギドリ科、カツオドリ科の水鳥を空中で攻撃し、獲物を放したり吐き出したりしたところを空中で奪い取る行為を行う。また、自分で魚類を捕食する。繁殖期には、小型哺乳類や海鳥の雛、卵なども捕食する。
ツンドラ地帯の地上に営巣し、番いで広い縄張りを持つ。繁殖期は通常6-9月で、2卵を産む。抱卵期間は25-27日、育雛期間は31-35日である。
鳴き声は、グェー グェーまたはビィー ビィー。ただし、日本近海で鳴き声を聞くことはほとんどない。